# 궁금한 일요일 장영실쇼
궁금한 일요일 장영실쇼는 2015년 5월 10일부터 2016년 4월 24일까지 방송된 KBS 1TV의 과학 전문 교양 프로그램이다.

## 기획 의도
대한민국이 가장 존경하는 과학자이자 15세기 조선의 과학 부흥을 이끈 인물 장영실의 이름을 딴 프로그램.

## 방송 회차
| 회차 | 방송일           | 제목                                    | 시청률 |
| ---- | ---------------- | --------------------------------------- | ------ |
| 1회  | 2015년 5월 10일  | 제3의 산업 혁명이 온다 - 3D 프린터      | 3.4%   |
| 2회  | 2015년 5월 17일  | 하늘을 선점하라 - 드론                  | 3.6%   |
| 3회  | 2015년 5월 24일  | 초연결사회의 탄생 - 사물인터넷          | 2.4%   |
| 4회  | 2015년 5월 31일  | 공상을 현실로 만들다 - 인공지능         | 2.8%   |
| 5회  | 2015년 6월 7일   | 지진과 화산 - 요동치는 지구             | 4.6%   |
| 6회  | 2015년 6월 14일  | 화성이주, 유토피아를 찾아서             | 3.3%   |
| 7회  | 2015년 6월 21일  | 풀리지 않은 뇌의 비밀, 자폐             | 3.3%   |
| 8회  | 2015년 6월 28일  | 미래의 窓, 디스플레이                   | 3.3%   |
| 9회  | 2015년 7월 5일   | 로봇, 인간과의 공존을 꿈꾸다            | 3%     |
| 10회 | 2015년 7월 12일  | 바이러스의 역습, 재앙은 계속된다        | 3.2%   |
| 11회 | 2015년 7월 19일  | 일상의 위협, 해킹                       | 2.9%   |
| 12회 | 2015년 7월 26일  | 우주 탄생의 비밀을 풀다, 빅뱅           | 2.2%   |
| 13회 | 2015년 8월 2일   | 꿈의 신소재, 그래핀의 미래는?           | 2.4%   |
| 14회 | 2015년 8월 9일   | 지구온난화, 슈퍼 태풍이 온다?           | 2.6%   |
| 15회 | 2015년 8월 16일  | 불편한 동반자, 두 얼굴의 핵             | 3.2%   |
| 16회 | 2015년 8월 30일  | 인류의 마지막 과제 치매                 | 4.1%   |
| 17회 | 2015년 9월 6일   | 아름다움의 과학, 첨단 화장품            | 3.1%   |
| 18회 | 2015년 9월 13일  | 신재생 에너지, 미래를 밝히다            | 3.3%   |
| 19회 | 2015년 9월 20일  | 추석기획 2020 달을 잡아라!              | 3.5%   |
| 20회 | 2015년 10월 11일 | 문자의 힘, 한글의 과학                  | 4.5%   |
| 21회 | 2015년 10월 18일 | 돈의 과학, 핀테크                       | 3%     |
| 22회 | 2015년 10월 25일 | 자동차, 미래를 디자인하다               | 3.7%   |
| 23회 | 2015년 11월 1일  | 과학, 비만의 메커니즘을 풀다            | 3.7%   |
| 24회 | 2015년 11월 8일  | 가상현실, 현실이 되다                   | 2.5%   |
| 25회 | 2015년 11월 15일 | 건축, 중력과 바람에 도전하다            | 3.4%   |
| 26회 | 2015년 11월 22일 | 상대성이론, 세상을 바꾸다               | 3.5%   |
| 27회 | 2015년 11월 29일 | 인간의 6번째 장기, 박테리아를 다시 보다 | 3.3%   |
| 28회 | 2015년 12월 6일  | 스마트한 세상을 여는 힘, 배터리         | 2.9%   |
| 29회 | 2015년 12월 13일 | 제2의 스마트 혁명, 웨어러블 기기        | 2.9%   |
| 30회 | 2015년 12월 20일 | 탄소섬유는 슈퍼소재다                   | 3.1%   |
| 31회 | 2015년 12월 27일 | 내일을 여는 힘, 수면                    | 3.5%   |
| 32회 | 2016년 1월 10일  | 빛의 과학, 21세기를 열다                | 2.7%   |
| 33회 | 2016년 1월 17일  | 자연에서 찾은 미래, 생체모방기술        | 3.1%   |
| 34회 | 2016년 1월 24일  | 푸드테크, 과학이 깃든 밥상              | 2.7%   |
| 35회 | 2016년 1월 31일  | 인류의 새로운 생존법, 나눔              | 3.1%   |
| 36회 | 2016년 2월 14일  | 장영실, 조선의 시간을 만들다            | 2.8%   |
| 37회 | 2016년 2월 21일  | 생명연장의 꿈, 텔로미어                 | 5.1%   |
| 38회 | 2016년 2월 28일  | 로봇 인간의 친구가 될 수 있을까?        | 3.1%   |
| 39회 | 2016년 3월 13일  | 인공지능, 인류의 미래를 바꿀 것인가?    | 3.8%   |
| 40회 | 2016년 3월 20일  | 줄기세포, 기적을 현실로 만들다          | 3.5%   |
| 41회 | 2016년 3월 27일  | 색, 나를 바꾸다                         | 3.6%   |
| 42회 | 2016년 4월 3일   | 로켓, 제2의 우주시대를 열다             | 3.5%   |
| 43회 | 2016년 4월 10일  | 미세먼지, 인간이 만든 재앙              | 3.6%   |
| 44회 | 2016년 4월 17일  | 한올의 과학 탈모                        | 3.5%   |
| 45회 | 2016년 4월 24일  | 과학이 미래를 바꾼다                    | 2.8%   |

## 같이 보기
- 과학
- 과학카페, 과학스페셜 (KBS 1TV)
- 발칙한 사물 이야기 다빈치 노트, 과학수사대 스모킹 건, 셀럽병사의 비밀 (KBS 2TV)
- 최고다! 호기심딱지 (EBS 1TV)
- 사이언스 탐정, 한자로 통(通)하는 삼국지 (EBS 2TV)
- 권용주, 김나진의 차카차카 (MBC 표준FM)